# 綜藝大哥大
《綜藝大哥大》（英語：Big Brother's Return）是頤合製作有限公司製作、中國電視公司監製的台灣綜藝節目，2002年4月20日開播，2011年9月24日停播，是中視頻道開播長達9年的大型綜藝電視節目。台灣時間每週六20:00首播，曾於8TV和霹靂台灣台重播中。
剛開播時收視率極高，過一段時間後收視率逐漸下降；直到2007年6月推出〈大魔競〉單元，收視率再度上升，一度大受歡迎；而隨著魔術熱逐漸退燒，收視率也再度回復持平水準。節目大多數單元任用「孔鏘大樂隊」伴奏，僅在孔鏘大樂隊另有活動時任用「詹仔大樂隊」伴奏。

## 歷史
2002年4月20日，《綜藝大哥大》開播，第一代開場動畫背景音樂使用罐頭音樂。第1集播出特別企劃〈菲燕喜相逢〉，請來「綜藝大姐大」張小燕帶領黃子佼與卜學亮向主持人張菲祝賀。
2006年，《綜藝大哥大》獲頒第41屆金鐘獎綜藝節目獎。
2006年5月10日，《聯合報》報導，2005年9月中視因博達案遭法院凍結財產，加上2005年底中視經營權轉讓中國時報集團，一直無法完全發放綜藝節目的製作費及廣告拆帳費給製作單位及廣告承包商；例如《綜藝大哥大》每星期借錢錄影，2005年9月至2006年5月10日頤合製作公司借款累積到新台幣4,000萬元，承包該節目廣告的百是傳播製作人黃義雄也被拖欠廣告拆帳費超過新台幣2,000萬元；同月9日，中視公共關係室主任鄭大智回應，他已向中視財務部探詢狀況，拖欠的製作費及廣告拆帳費確實都在核發中，「新的經營團隊到位後，證照都剛剛辦理交接完成，例如今天我看到中視愛心基金會的董事長頭銜已從黃大洲改成余建新；再給一點時間把頭緒理出來，放心，錢絕對不會少的」。
2008年，《綜藝大哥大》第一次在花蓮縣舉辦《綜藝大哥大 花蓮High翻天演唱會》，來賓有羅志祥、黃靖倫、Energy等。
2009年5月6日，國家通訊傳播委員會（NCC）委員會議通過對《綜藝大哥大》裁處新台幣42萬元罰鍰。開罰的原因是，《綜藝大哥大》在2009年3月7日20時51分至20時57分播出的的節目中，邀請了一位男性舞者表演猛男秀，內有「脫衣舔火把」與「邀請藝人撫摸胸」等情節；雖然該段內容有加註警語呼籲兒童不要模仿，但由於該段內容已涉及性暗示，而且播出的時間是在21時整以前的普遍級時段，仍然可能對兒童身心產生不良影響，違反《電視節目分級處理辦法》；再加上《綜藝大哥大》之前已經有受罰的紀錄，故NCC依據《廣播電視法》，對《綜藝大哥大》處新台幣42萬元罰鍰。
2009年10月31日20:00～22:30，《綜藝大哥大》原時段改播同公司、同製作人製作的中視40週年台慶特別節目《展旺巔峰 再現風華 中視40台慶晚會》（此為片頭標示之節目名稱，畫面左上角標示之節目名稱為《中視40 展旺巔峰》），採用《綜藝大哥大》佈景，收視率為3.65%，收視接觸人口將近289萬人，最高收視率出現於張菲訪問張琍敏時。
2010年3月20日，《綜藝大哥大》首播第407集，恢復使用第一代開場動畫，但背景音樂改用威爾第〈安魂曲 (威尔第)〉取代罐頭音樂。
2010年6月26日，《綜藝大哥大》首播第421集，換用新佈景。
2010年7月3日，《綜藝大哥大》首播第422集，最後一段之內容為豬哥亮與張菲17年來首次同台（此次的前一次是1993年的臺灣電視公司綜藝節目《龍兄虎弟》）；該段標示之錄影日期為2010年6月22日，豬哥亮抵達中視第二大樓之時間為該日13:37。
2010年7月27日，《綜藝大哥大》錄影遇到大停電：張菲在中視第二大樓《綜藝大哥大》攝影棚休息室與記者聊已故母親譚氏時，電風扇突然停止，中視第二大樓還無故跳電多次，造成燈光、空調當機，錄影被迫延後，張清芳、蕭薔等女星都被通知延後進棚錄影。張菲自嘲：「今天錄不成，沒有存檔，這禮拜六就要live（現場直播）播出了。」
2010年8月31日，行政院新聞局公布〈99年度電視節目行銷海外地區公開播送獎勵名單〉，《綜藝大哥大》獲得綜合節目類優等獎、獎金新台幣10萬元。
2011年3月5日，《綜藝大哥大》首播第456集，恢復使用第二代開場動畫。
2011年8月1日，《聯合報》報導，《綜藝大哥大》與《你猜你猜你猜猜猜》都將於2011年11月底前停播，而《綜藝大哥大》停播原因為：⑴2010年底，當時中視總經理吳戈卿就擬停播《綜藝大哥大》，但因吳戈卿離職而作罷；李泰臨接任中視總經理後，再觀察半年，眼見《綜藝大哥大》收視率起起伏伏、而且觀眾並非廣告商要的「主力消費群」，檢討《綜藝大哥大》的消息已傳開數月。⑵《綜藝大哥大》每集製作費新台幣80萬元只夠支付張菲主持費（40萬）一半，認為2011年景氣回溫的張菲已連續數月不斷向頤合製作公司爭取調漲主持費，而張菲心中也有出走、另起爐灶的計畫。（《你猜你猜你猜猜猜》则于2012年8月18日播出最终回。）
2011年9月24日，《綜藝大哥大》播出最後一集；9月3日最後一次播出新內容，9月10日～24日連播三集精華回顧，10月1日由新節目《綜藝大本營》接檔。在9月3日最後一次播出的新內容中，孫耀威、郭靜、宋新妮、曲家瑞、楊青倩、米可白與陳志強成為末代來賓。

## 歷任主持人
- 第一任：2002年4月20日～2004年：張菲、康康、黃品源
- 第二任：2004年～2006年5月20日：張菲、黃品源、聶雲
- 第三任：2006年5月27日～2009年9月：張菲、黃品源、洪都拉斯
- 第四任：2009年9月～2011年9月24日：張菲

《綜藝大哥大》第一代開場動畫截圖

## 節目單元

### 台語職能訓練班
2002年隨節目開播。本單元承襲自張菲舊節目《龍兄虎弟》及《龍虎綜藝王》的同類型單元〈音樂教室〉，由張菲擔任「班主任」，康康（請辭後改為聶雲）、黃品源及其餘受訪藝人坐於台下隨機受訪，基本上是〈音樂教室〉的改版。受訪的藝人要在錄影之前練好一段才藝（由製作單位預先通知，例如變魔術之類）給張菲「驗收才藝」。張菲在單元中的道具是氣笛喇叭。單元內容是在「孔鏘超級樂團」以2/2拍演奏開場音樂「So-Fa-So-La-So，So-Fa-So-La-So，So-So-So-La-Si-Do」及主持人帶頭做出一連串動作之後開始；結束時亦會重複開場音樂與此一連串動作。
本單元總共分為兩部分。第一部分是測試藝人的台語能力，讓藝人依主持人的指令以台語進行各種表演，每位藝人或每組藝人團體在每集首次登場時，必以台語唱「班歌」作自我介紹。班歌是套用兒歌〈小星星〉的旋律，以2/4拍唱，前兩句固定為「一二三四笑咪咪，大家一起學台語」，後四句由唱者自行發揮；例如2003年7月1日，中視八點檔連續劇《還珠格格第三部：天上人間》演員古巨基唱：「一二三四笑咪咪，大家一起學台語。皇室成員古巨基，五阿哥來錄綜藝。阿瑪交代要記得，八點都要看中視。」此部分主持人主要以國語訪問藝人及下指令，但藝人必須使用台語表演，主持人會視實際情況以台語輔助。第二部分沿用〈音樂教室〉的藝人才藝表演但時間較短，此部分主要以國語進行。2006年年初停播。
本單元與〈音樂教室〉內容不同之處在於：⑴藝人座位從朝向左方改為朝向正前方，⑵不設教室佈景，⑶伴奏方式從孔鏘單人伴奏改為孔鏘超級樂團伴奏。

### 八卦偵查庭
2004年播出的單元。本單元承襲自張菲舊節目《龍虎綜藝王》的同類型單元〈龍虎八卦王〉，由郁方扮演法官，聶雲、黄品源與固定班底扮演陪審團，張菲扮演辯護律師「謝正六」（其名仿自台灣著名律師兼電視節目主持人謝震武），每集邀請一位藝人扮演被告。被告會被眾人「審問」其相關的八卦新聞。開場口號由聶雲獨喊：「人紅是非多，不紅不偵查！〈八卦偵查庭〉，馬上開庭！」
該單元的固定班底有文英、王彩樺、千田愛紗等。

### 阿忠布袋戲
陳漢忠（阿忠）與其妻阿萍合組的阿忠藝合團主演的搞笑布袋戲。

### 純美式英語
由「話題女王」許純美擔任英語教室的講師，聶雲、黄品源與固定班底扮演同學，張菲扮演班長。每集都會請許純美教英文歌曲。每到節目尾聲，就會請聶雲來複習這集所教的英文單字及文法。
2004年2月16日，對於《綜藝大哥大》兩星期靠許純美打敗臺灣電視公司同時段綜藝節目《綜藝最愛憲》後收視率下降，以及許純美要退出演藝圈一事，《綜藝最愛憲》主持人吳宗憲說：「看許純美演出的觀眾，其實不是看熱鬧，而是看笑話；事實證明，觀眾很快就流失了。」吳宗憲同時批評許純美：「不要再自我吹噓。大家要的是新聞，不是要她（許純美）。」

### 藝人才藝表演（本單元無正式名稱）
2006年初，〈台語職能訓練班〉停播後，《綜藝大哥大》出現一段過渡期。此時節目內容改為整集都是藝人的才藝表演，但與之前〈台語職能訓練班〉的型態不同，不再驗收才藝，而是單純讓藝人表演。有時會穿插特別企劃或開闢一些小型單元（例如上述的幾個），但這些小單元都只維持一段短時間。這種情況一直持續到2006年中期推出〈奇人異事〉單元才告結束。

### 奇人異事（本單元無正式名稱）
2006年中期推出。本單元無正式名稱，主持人曾在其中一集節目中(日期待查)提到本單元主要是介紹台灣各地的「奇人異事」，因此採用該句話作非正式名稱。2007年6月30日之前本單元長度較長，幾乎佔了一整集。後來由於節目於2007年6月推出的新單元〈大魔競〉大受歡迎，2007年6月30日起，製作單位把〈奇人異事〉時間縮短，以便讓〈大魔競〉播出時間加長。
本單元曾在2007年6月～8月期間暫時改版為〈暑假show一夏〉，並由該時起增設美食饗宴（見下方「第二部分」）。2006年中期到2007年6月23日，本單元分為兩部分：
- 第一部分：邀請數位台灣奇人異事代表在節目中輪流表演特殊才藝，有時會邀請藝人來表演。
- 第二部分：此部分類似《我猜我猜我猜猜猜》裡的〈真的假不了〉。邀請三到四位擁有各種不同技能的表演者，只有其中一位是真的。由主持人提問與表演內容有關的問題，有時會請他們表演一小段，由藝人來賓猜哪一位是真的。接下來會揭曉答案並讓真正的表演者表演自己的技能，2007年6月前本單元只進行到這裡就結束；2007年6月起增設美食饗宴，請來知名廚師現場製作一道美食，猜中答案的藝人可以享受美食。

2007年6月30日起，因本單元時間縮短改用新形態，新形態只有一個部分，由原先的兩個部分輪流播出。

### 巨星登場
每集邀請一位藝人或一組藝人團體表演才藝，並接受主持群的訪問。2004年起改為不定時播出。
大部分集數由孔鏘領導「孔鏘大樂隊」伴奏，少部分集數由詹緒純領導「詹仔大樂隊」伴奏。

### K歌王
2009年5月23日推出的單元，每集都會準備幾首歌讓藝人來賓聽前奏猜歌名。孔鏘超級樂團演奏或導播播放一首歌的前奏，藝人們要邊聽邊猜歌名，知道答案者要舉手或按鈴搶答；若眾藝人猜不出來，則孔鏘超級樂團反覆演奏或導播播放該曲前奏，直到有人猜出來並唱完第一段為止。第一次搶答就猜對者可獲得獎金新台幣1,000元。如果猜錯，其他來賓可繼續搶答；第二次搶答時才答對者則得到獎金新台幣500元，第三次之後才答對者只可得到獎金新台幣250元，猜錯或亂猜者倒扣新台幣500元。每集最後，每位藝人可贏得各自的累計獎金。

### 黑白郎君黑白講
2010年1月2日推出的脫口秀單元，澎恰恰、許效舜主講。表演型態大致以《歡喜玉玲龍》為基礎，但無「西──底──！」、低音「Do」五聲、「敬禮舞」、開場曲、散場曲等橋段。澎恰恰穿黑色西裝外套與黑色西裝長褲，扮演「黑郎君」；許效舜穿白色西裝外套與白色西裝長褲，頭髮染白，扮演「白郎君」；兩人站立，互相鬥嘴。

### 叫我畢卡索
在每集的第一題與第二題，一位參賽者站在舞台上；其他參賽者在舞台上橫排而坐，每人手上各有一支奇異筆與一個畫板，每個畫板上各夾幾張畫紙。張菲以手卡提示參賽者在規定時間內各自畫出同一個成語。規定時間一到，張菲請參賽者把畫板立起來，畫紙朝向自己；張菲隨即任意指定一位參賽者公布自己的畫作，請站立的參賽者猜他們畫的是哪一個成語。畫者不能給猜者任何提示。猜者每回答一個答案，張菲問工作人員：「請問答對了沒有？」若猜者答錯，則工作人員隨即播放「答錯了！」語音，張菲請下一位畫者公布自己的畫作，請猜者繼續猜；若猜者答對，則工作人員隨即播放「答對了！」語音。每一位畫者都必須公布自己的畫作。答案揭曉後，張菲問猜者，猜者認為哪一位畫者是該題的「畢卡索」？猜者可以回答任意一位畫者是該題的「畢卡索」，但也可以回答「沒有」。
在每集的第三題，站在舞台上的參賽者要以奇異筆與畫紙畫出一個成語，請坐著的參賽者猜畫的是哪一個成語。張菲公布畫者的的畫作五秒。猜者在另外五秒內將各自的答案寫在紙上。張菲隨機抽點一位猜者公布其答案，然後問工作人員：「請問答對了沒有？」若猜者答錯，則工作人員隨即播放「答錯了！」語音，張菲再抽點一位猜者公布自己的答案；若猜者答對，則工作人員隨即播放「答對了！」語音。每一位猜者都必須公布自己的答案。
該單元固定邀請的插畫家為王子麵。

### 新音樂教室
2010年6月19日推出的單元，與〈台語職能訓練班〉同樣以藝人才藝表演為主要內容。

### 報告總司令之操兵日記
2010年8月7日（第427集）推出的單元，以中華民國陸軍新兵訓練營為背景，夾雜搞笑短劇與來賓才藝表演。張菲扮演軍官「菲將軍」，郭鑫扮演教育班長「花木蘭」，每集來賓扮演班兵與士官長。每集來賓不盡相同。菲將軍固定穿軍常服、戴大盤帽，花木蘭與班兵固定穿軍便服、不戴帽。

### 我是數字王
每集開場來賓輪流參賽的遊戲單元。舞台後方的顯示器每次顯示4個由1至9之間的數字，現場觀眾高聲倒數10秒，參賽者在10秒內以蒙恬科技贊助的手寫板在4個數字之間填上3個四則運算符號完成一個結果為10的算式。參賽者答錯或逾時未完成作答者，會被噴乾冰。

### 計時K歌王
每集開場來賓輪流參賽。參賽者在LED計時器旁一邊唱歌一邊默數10秒，認為10秒已到時就按鈕停止計時。計時器顯示秒數在9.5至10.5秒以內者才算過關，否則會被噴乾冰。

### K歌郭抬銘
2011年7月2日（第474集）所推出的單元，是由〈計時K歌王〉改版。「郭抬銘」是取「good timing」的諧音。2011年8月，改名為〈K歌王〉。
每集開場來賓輪流參賽。參賽者自選參賽歌曲並請其他來賓任一人按鈕決定秒數，參賽者在LED計時器旁桌前一邊唱歌一邊默數秒數。參賽者將雙手壓在桌面上的感應器上，然後開始唱歌。參賽者唱至現場倒數3秒後，雙手離開感應面，開始計時。參賽者認為秒數已到時就將雙手壓在感應器上，停止計時。指定秒數與計時器顯示秒數誤差在正負0.5秒以內者才算過關，否則會被噴乾冰。

### 明星研究所
張菲扮演班主任，每集8位藝人扮演學生，另有1位藝人擔任該集來賓。扮演學生的8位藝人不表演才藝。擔任該集來賓的藝人即是張菲的訪問對象。（也與〈台語職能訓練班〉有些類似）
扮演學生之藝人：張景嵐、李懿、梅賢治（阿梅）、阿喬、AA、吳長愷（大愷）、黃裕谷（阿飛）。

### 3G星偶像
歌唱單元，孔鏘大樂隊伴奏。開放觀眾報名模仿自己喜歡的藝人唱一首歌，不計較歌喉，唱完接受張菲訪問。

## 工作人員

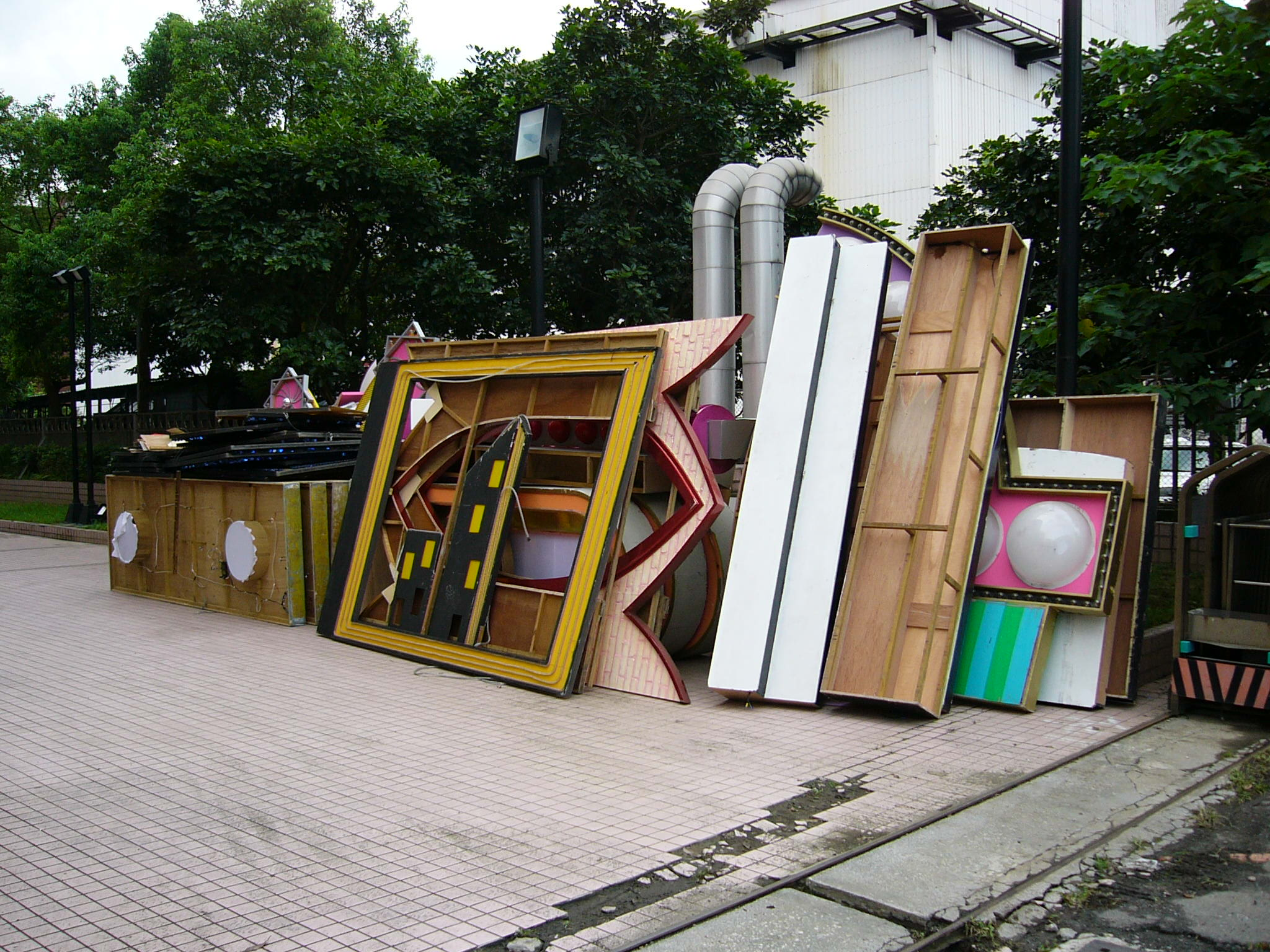
《綜藝大哥大》2000年代最後一版佈景之一，使用至2010年6月19日

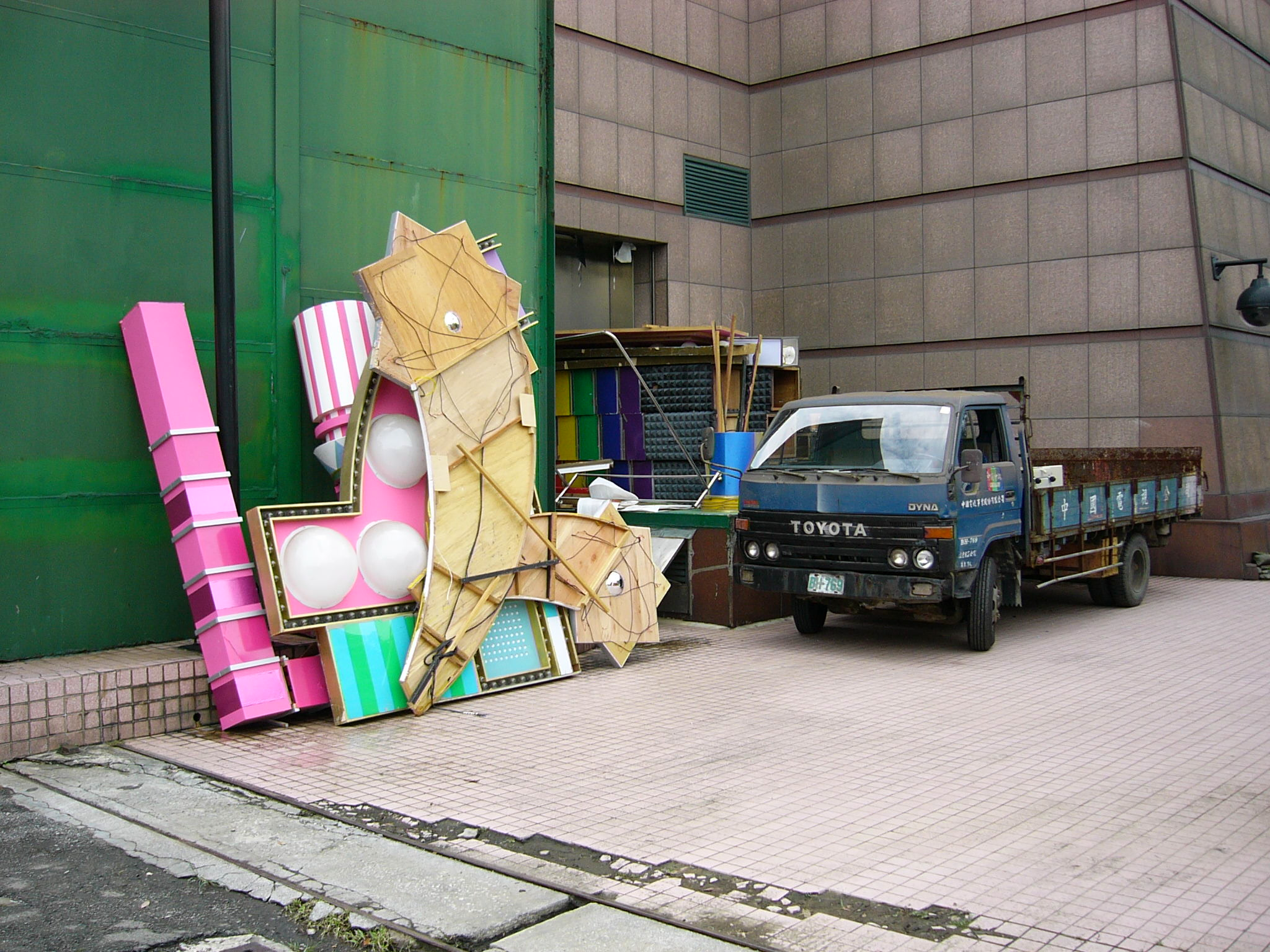
《綜藝大哥大》2000年代最後一版佈景之二，使用至2010年6月19日

茲以2011年9月3日（最後一集）片尾顯示的工作人員表為例，省略贊助商名稱。各集片尾顯示的工作人員表未必與本表完全相同。
- 監製：林美英
- 製作人：李慧蘭
- 執行製作人：NiL
- 製作群：洪翧、湯鈺如、李儀君
- 剪輯：朱育貞
- 後期編輯：尤靖元
- 後製特效：承影傳播
- 字幕人員：吳令瑋、劉瑞蘭、朱多芬
- 音效：奕鳴錄音
- 音響／燈光：聯立燈光音響
- 特效：宏益舞台特效
- 旁白：郭如舜
- 音樂設計：莊永軒
- 伴奏：孔鏘大樂隊
- 服裝：小夭
- 梳妝造型：陳麗英
- 化妝造型：黃惠珍、詹凌曼
- 技術指導：徐啟雄、楊勝淵
- 攝影：吳清俊、林建廷、周亮宇、黃弘琦、郭憲誠
- 成音：秦聖奇、董國華
- 燈光：林楊鑫、陳康德
- 現場指導：賴宣甫、范博清
- 助理導播：齊子槥
- 導播：劉應鐘
- 製作：頤合製作有限公司
- 監製：中國電視公司

## 外部連結
- 綜藝大哥大的Facebook專頁

| 中視無線台 星期六 20:00~22:00                                                             | 中視無線台 星期六 20:00~22:00               | 中視無線台 星期六 20:00~22:00     |
| ----------------------------------------------------------------------------------------- | ------------------------------------------- | --------------------------------- |
|                                                                                           | 綜藝大哥大 （2002年4月20日－2011年9月24日） |                                   |
| 歡喜玉玲龍 （2001年4月7日－2002年4月13日）                                                | 綜藝大本營 （2011年10月1日－2012年8月11日） |                                   |
| 新傳媒U頻道 星期日 21:00-23:00                                                            |                                             |                                   |
| 射鵰英雄傳 （2009年2月14日－2009年5月24日）                                               | 綜藝大哥大                                  | —                                 |
| 東森綜合台 星期日 20:00-22:00                                                             |                                             |                                   |
| —                                                                                         | 綜藝大哥大                                  | —                                 |
| 中天北美台 星期六 16:00-18:00                                                             |                                             |                                   |
| —                                                                                         | 綜藝大哥大                                  | —                                 |
| 新傳媒8頻道 星期五 20:00-21:00 （每月的最后一个星期五暂停播出）                           |                                             |                                   |
| 走遍天涯打工乐 （2012年8月17日－2012年11月9日） 甜·秘密 （2012年10月12日－2012年11月9日） | 綜藝大哥大 （2012年11月16日－2016年1月1日） | （2016年1月8日－）                |
| 霹靂台灣台 星期一至五 14:00-15:30                                                         |                                             |                                   |
| （未知）                                                                                  | 綜藝大哥大 （2013年1月30日－2013年2月10日） | 大巡按 番薯官 （2013年2月11日－） |
| 霹靂台灣台 星期一至五 20:00-21:00                                                         |                                             |                                   |
| （未知）                                                                                  | 綜藝大哥大 （2013年2月10日－2014年5月）     | （未知）                          |